# Kazimierz Starkowski
Kazimierz Starkowski (ur. 21 stycznia 1895 w Bydgoszczy, zm. wiosną 1940 w Charkowie) – porucznik łączności rezerwy Wojska Polskiego, adwokat, tenisista, działacz sportowy, ofiara zbrodni katyńskiej.

## Życiorys
Syn Józefa (1856–1932), tytularnego generała brygady Wojska Polskiego, i Marii z Pohlów (1868-1922). Miał młodszą siostrę Wandę (1897-1944), lekarkę zmarłą w Auschwitz (nr więźniarski 63637). Absolwent Gimnazjum św. Marii Magdaleny w Poznaniu. 29 czerwca 1914 uczestniczył w III Międzynarodowym Turnieju Tenisowym zorganizowanym w Krakowie przez miejscowy Akademicki Związek Sportowy, w którym po raz pierwszy brali udział polscy zawodnicy z wszystkich zaborów. Po zdaniu egzaminów maturalnych 7 sierpnia 1914 wcielony do armii niemieckiej. Od listopada 1914 do stycznia 1919 walczył na froncie wschodnim.
Po powrocie do Poznania w lutym 1919 wstąpił do armii polskiej, pozostając w niej do demobilizacji do 6 lutego 1922. W tym okresie brał udział w walkach o niepodległość w powstaniu wielkopolskim w 1 Batalionie Telegraficznym w Poznaniu.
Od 30 kwietnia 1919 studiował prawo na Wydziale Prawno-Ekonomicznym Uniwersytetu Poznańskiego. W 1920 będąc w 16 Pomorskiej Dywizji Piechoty, pod dowództwem generała Leonarda Skierskiego, uczestniczył w wojnie polsko-bolszewickiej. Ostatecznie do rezerwy przeszedł w stopniu porucznika. W 1934 posiadał przydział w rezerwie do 7 Batalionu Telegraficznego w Poznaniu.
Po ukończeniu wiosną 1923 studiów i odbyciu aplikacji rozpoczął praktykę adwokacką w Sądzie Okręgowym w Poznaniu. Zawodnik (tenisista) AZS Poznań. Czołowy tenisista Wielkopolski lat 20. XX wieku. W 1924 został akademickim wicemistrzem świata w grze podwójnej. Działacz sportowy Polskiego Związku Lawn-Tenisowego. Prezes AZS Poznań (1920–1921). W latach 1921–1929 w Zarządzie Głównym Polskiego Związku Lawn-Tenisowego (m.in skarbnik i wiceprezes). Publikował artykuły dotyczące tenisa w „Przeglądzie Sportowym” i „Sporcie Polskim”; wraz ze Zdzisławem Szulcem wydał Podręcznik gry lawn-tenisowej (wyd. 1925). Od 1925 prowadził kancelarię adwokacką w Poznaniu, w latach 1934–1937 był członkiem sądu dyscyplinarnego miejscowej Izby Adwokackiej.
15 sierpnia 1939 został zmobilizowany. Walczył w kampanii wrześniowej. Wzięty do niewoli radzieckiej. Dostał się do obozów w Szepietówce i Starobielsku. Stamtąd nadesłał do rodziny 2 kartki pocztowe datowane: 30 listopada i 9 grudnia 1939. Siostra porucznika  Kazimierza Starkowskiego-Wanda Starkowska – otrzymała z Niemieckiego Czerwonego Krzyża, w wyniku poszukiwań, pisemne powiadomienie w maju 1940 o miejscu internowania brata – w obozie starobielskim. W kwietniu lub maju 1940 został zamordowany przez funkcjonariuszy NKWD w Charkowie i pogrzebany w bezimiennej mogile zbiorowej w Piatichatkach, gdzie od 17 czerwca 2000 mieści się oficjalnie Cmentarz Ofiar Totalitaryzmu w Charkowie. Figuruje na Liście Starobielskiej NKWD pod poz. 3044. Podczas ekshumacji masowych grobów w 1995 w Piatichatkach odnaleziony został jego nieśmiertelnik.
5 października 2007 minister obrony narodowej Aleksander Szczygło mianował go pośmiertnie na stopień kapitana. Awans został ogłoszony 9 listopada 2007 w Warszawie, w trakcie uroczystości „Katyń Pamiętamy – Uczcijmy Pamięć Bohaterów”.

## Odznaczenia
- Krzyż Walecznych
- Odznaka Pamiątkowa Wojsk Wielkopolskich nr 606